# NAMD
NAMD (NAnoscale Molecular Dynamics program)は、フリーウェアの分子動力学シミュレーションパッケージの一つである。Charm++並列プログラミングモデルを用いて書かれ、並列効率の高さで知られており、大規模な系（数百万の原子）をシミュレートするためにしばしば使われている。NAMDはイリノイ大学アーバナ・シャンペーン校のTheoretical and Computational Biophysics Group (TCB) とParallel Programming Laboratory (PPL) との共同研究によって開発されている。
NAMDは1995年にNelsonらによって、可視化コードであるVMDとの連携によってインタラクティブなシミュレーションを可能にする並列分子動力学コードとして導入された。NAMDは、多くの機能を追加し、数千のプロセッサにスケーリングされ、成熟している。2020年8月現在の最新安定版は2.14である。
非商用利用する個人、学術機関、社内ビジネス目的の企業は、コンパイル済みのバイナリとソースコードの両方が無償で入手可能である。